# Верховна рада культурної революції
Верховна рада культурної революції (ВРКР) (перс. شورای عالی انقلاب فرهنگی Шура-йе аалі-йе енгелаб-е фархяньгі) — державний орган Ісламської Республіки Іран, створений верховним керівником ІРІ Рухоллою Хомейні відразу після Ісламської революції 1979 року. ВРКР знаходиться в Кумі.
Рішення Ради можуть бути скасовані тільки верховним керівником Ірану. Більшість членів нинішньої Ради призначені великим аятолою Алі Хаменеї, наступником Рухолли Хомейні. Головою Верховної ради культурної революції є президент Ірану.

## Цілі
Головною метою ВРКР вважається «збереження освіти і культури на 100 відсотків ісламськими», як заповідав імам Хомейні. Дана мета досягається шляхом активної боротьби з культурним впливом і ідеологіями іноземних держав.
Серед інших цілей ВРКР:
1. Розширення впливу мусульманської культури в іранському суспільстві і зміцнення результатів культурної революції шляхом сприяння суспільній культурі;
2. Сприяння розвитку науки і культури в державі з урахуванням заперечення проявів західної культури;
3. Здійснення нагляду за університетами, школами, культурними та громадськими центрами та впровадження в їх роботу елементів ісламської культури; розширення і зміцнення роботи центрів освіти шляхом ретельного відбору викладачів, політично і ідеологічно відповідних правлячому режиму;
4. Публікація наукових праць про Ісламську революцію;
5. Встановлення і зміцнення культурних зв'язків з іншими країнами, особливо мусульманськими.

## Історія
Штаб-квартира Культурної революції була сформована 12 червня 1980 року відповідно до указу імама Хомейні. Головним її завданням було розроблення різних курсів з ісламу для іранських університетів і добір викладачів, згодних з Ісламською академічною революцією. Однак у процесі розробки нових навчальних курсів штаб-квартира Ісламської революції прибрала деякі вчені спеціальності як «підроблені науки» — наприклад, музику. Комітети, створені після Ісламської революції, прийшли до таких самих висновків щодо багатьох гуманітарних наук, таких як право, політологія, економіка, психологія, педагогіка і соціологія.
Вища рада культурної революції була заснована в грудні 1984 року, фактично являючи собою орган-наступник Штаб-квартири культурної революції. Ратифіковані проекти ВРКР діють як закони, якщо не суперечать Конституції ІРІ. Відповідно до указу імама Хомейні, затверджені проекти ВРКР не можуть бути скасовані ніким, крім верховного керівника.
ВРКР оголосила себе вищим органом культурно-освітньої політики держави. Фактично невеликий орган (у 1980—1983 роках до його складу входило семеро осіб, 1984 року — 17 осіб, 1999 — 36 осіб) повинен був складати всю культурну політику держави.
ВРКР створив безліч перешкод студентському руху 1983—1989 років, заборонивши деякі книги, усунувши з посади низку викладачів і відрахувавши тисячі студентів.
1996 року Мохаммад Хатамі став членом ВРКР. Одночасно він виконував обов'язки керівника ВРКР і президента ІРІ.
2001 року ВРКР розпорядився передати іранський Інтернет під контроль держави. Повністю цей наказ не був виконаний, проте Меджліс прийняв закон, за яким іранські інтернет-провайдери почали блокувати сайти з матеріалами для дорослих.
10 червня 2003 року представник судової влади Голам-Хоссейн Ельхам заявив, що відсутність суворої фільтрації Інтернету державними органами «забруднює клімат» Інтернету. Ельхам також оголосив, що ВРКР візьме на себе фільтрування іранського Інтернету. Він перерахував близько 20 статей фільтрації, серед яких сайти для дорослих, сайти, що порочать честь Ірану, антиісламські ресурси тощо. Вважається, що на даний момент в Ірані заблоковано близько 30 % сайтів, зокрема величезна кількість соціальних мереж (Facebook, Tinder, VK та інші).

## Культурна революція
Культурна революція (перс. انقلاب فرهنگی Енгелаб-е фархяньгі), 1980-83 рр. — період після Ісламської революції 1979 року. Академічну спільноту було «очищено» від західних, антиісламських та антиурядових настроїв.
Культурна революція супроводжувалася істотним тиском на університети, оскільки в той період у вищих навчальних закладах країни домінували ліві погляди. Культурна революція стала причиною масової міграції діячів науки і мистецтва.